# Eggstätter Seenplatte

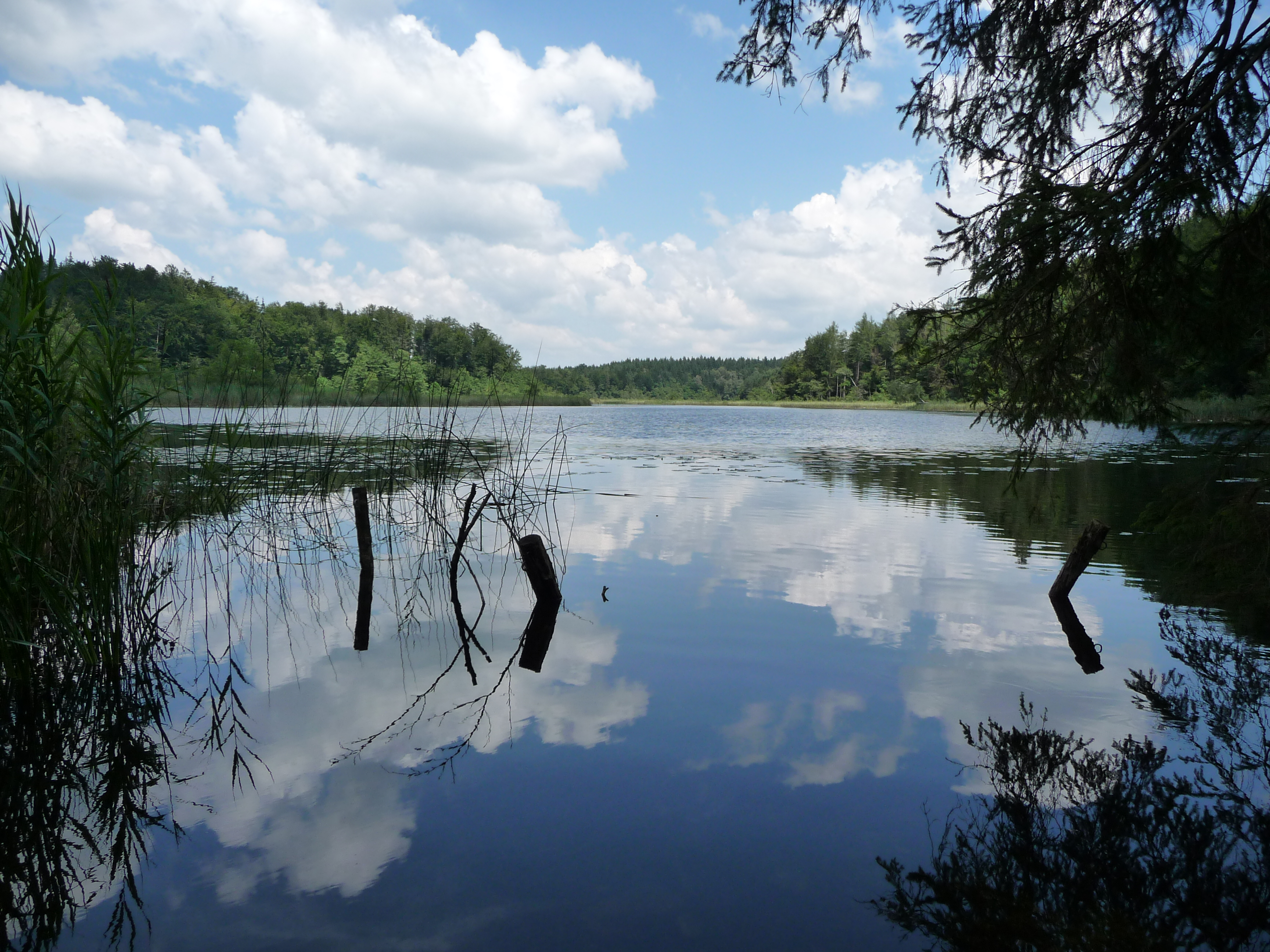
Kautsee

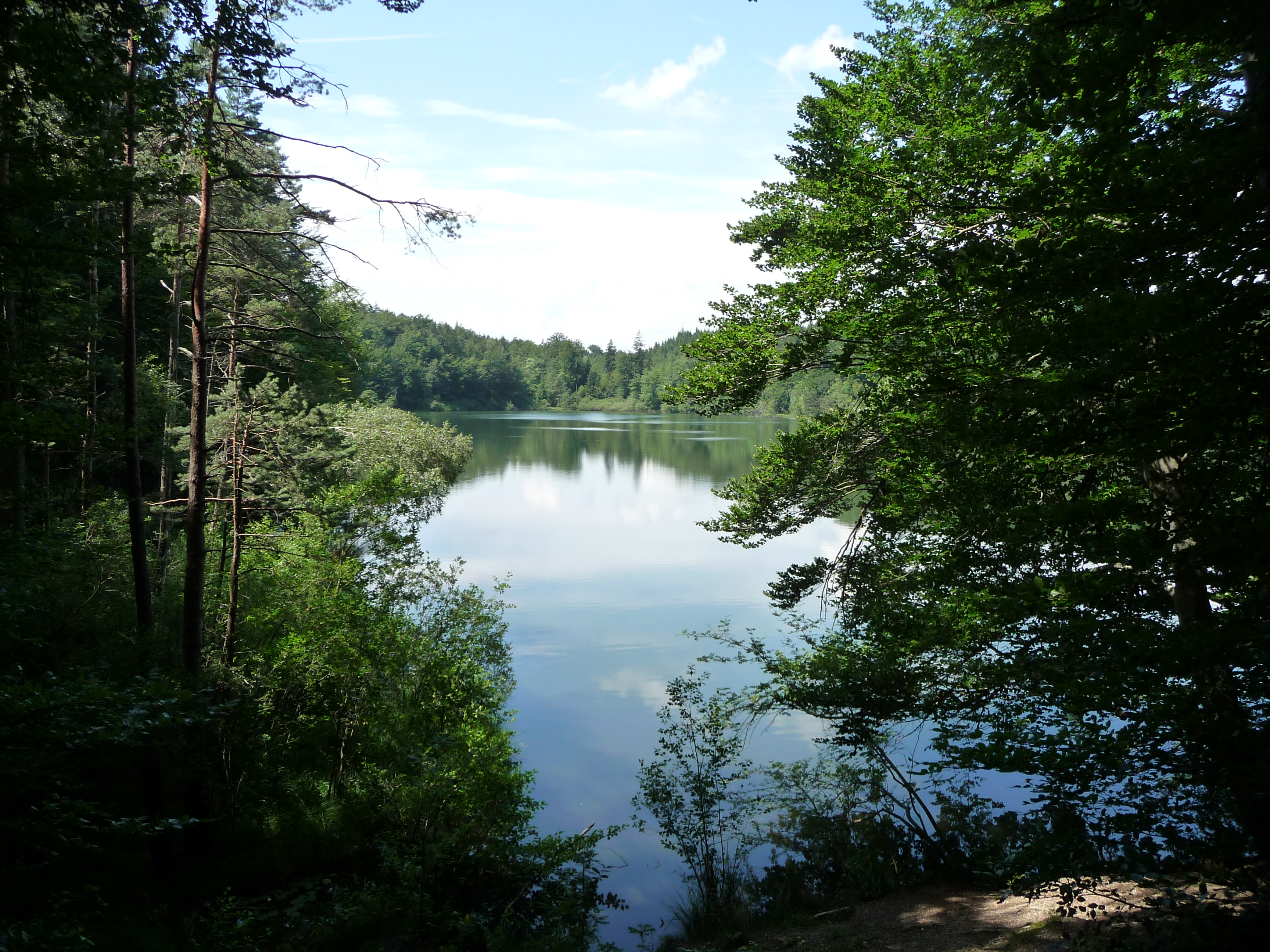
Einbessee

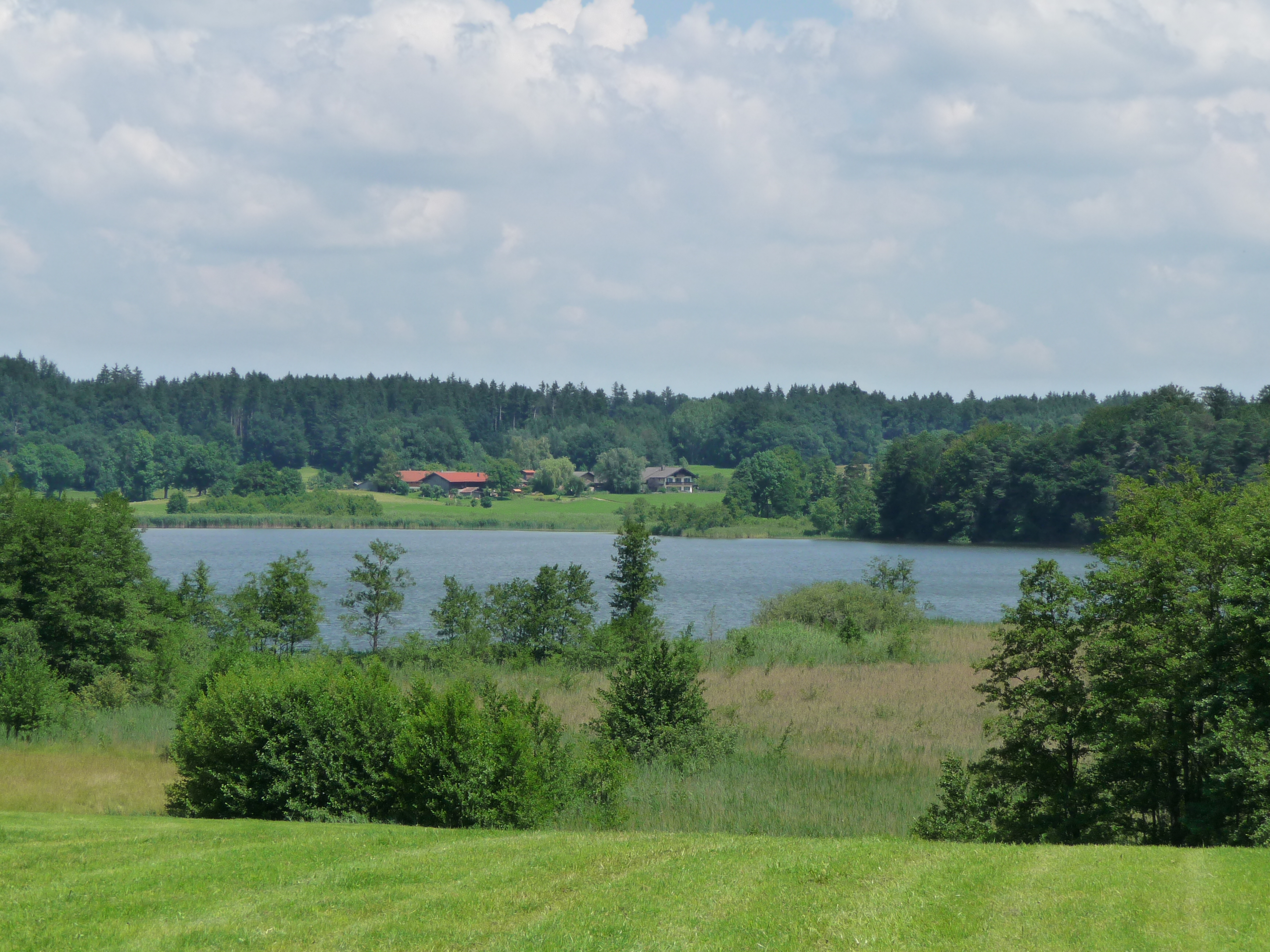
Hồ Pelham

Eggstätter Seenplatte  là một nhóm gồm 18 hồ riêng lẻ với tổng diện tích khoảng 3,5   km² về phía tây bắc của Hồ Chiemsee trong các khu vực xã Eggstätt, Breitbrunn am Chiemsee, Rimsting và Bad Endorf ở huyện Rosenheim. Bên cạnh Osterseengruppe và Seeoner Seen, Eggstätter Seenplatte là vùng đất do sông băng tan ra quan trọng nhất ở chân đồi núi Bayern. Một phần của khu vực này là khu bảo tồn thiên nhiên lâu đời nhất ở Bayern.

## Miêu tả
Năm hồ lớn nhất (từ nam đến bắc Langbürgner See, Schloßsee, Kautsee, Hartsee và Pelhamer See) cũng như một số hồ nhỏ hơn được kết nối với nhau bằng các dòng nước với độ dốc nhẹ về phía bắc. Đây là những hố băng chết dưới nước ngầm mà không có dòng chảy đáng kể nào trên mặt đất. Hartsee, với độ sâu 39,1 m là hồ sâu nhất, chảy qua Ischler Achen đến Eschenauer See và tiếp tục tới sông Alz.
Giống như các hồ khác ở Weitmoos phía bắc và phía đông của Eggstätt, Hồ Eschenau không được tính là các hồ Eggstätt. Giống như Laubensee, nó đã thuộc về quận Traunstein (xãPittenhart).

## Các hồ

### Hồ Eggstätter
Từ nam tới bắc, xã trong ngoặc
1. Stettner Xem 4,19 ha (xã Rimsting)
2. Langbürgner Xem 103,5 ha (không có đảo (Đảo Robinson), khoảng 1,2 ha) (xã Bad Endorf)
3. Thaler Xem [2] 3,79 ha (xã Bad Endorf)
4. Schloßsee 26,79 ha (xã Bad Endorf)
5. Großer Kesselsee 8,10 ha (với 4 hồ nước ấm còn lại 10,24 ha) (xã Bad Endorf)
6. Einessee 5,70 ha (xã Eggstätt)
7. Kautsee [3] 16,49 ha (xã Bad Endorf)
8. Blassee 3,26 ha (xã Bad Endorf)
9. Hartsee 86,64 ha (xã Eggstätt)
10. Pelhamer Xem 71,41 ha, với một hòn đảo 1,2 ha ở phía bắc (chỉ cách bờ phía đông vài mét) (xã Bad Endorf)
11. Egelsee 3.10 ha (xã Eggstätt)

### Những hồ khác ở Weitmoos
1. Eschenauer Xem 18,38 ha, sâu 3,1 m (xã Pittenhart)
2. Laubensee 3,58 ha, sâu 2,2 m (xã Pittenhart)
3. Liensee 2,2 ha, thoát nước từ Lienseeachen đến Eschenauer See (xã Eggstätt)
4. Hofsee (không có Katzensee ở phía tây) 4,75 ha, sâu 4,3 m, thoát nước đến Liensee (xã Eggstätt)
5. Katzensee 1,4 ha, được kết nối với Hofsee thông qua một dòng nước dài 40 m và rộng 2 m (xã Eggstätt)